# ABAステーション
『ABAステーション』（エービーエーステーション）は、1991年10月1日開局から1997年3月28日まで5年半、青森朝日放送で平日夕方6時台に生放送されていたローカルワイドニュース番組である。テレビ朝日発『ステーションEYE』の青森県ローカルパートに相当する。

## 概要
- 同局初の夕方のニュース番組で、開局から5年半にわたって放送されていた。タイトルは、当時テレビ朝日系列で夕方と夜間に放送されていたステーションシリーズ（夕方の『ステーションEYE』、プライムタイムの『ニュースステーション』）にちなむ。

- 開局前のサービス放送（1991年9月24日 - 9月30日）においても『ABAニュース&天気予報』というタイトルで放送されていたが、基本フォーマットは本番組初期のものと変わらなかった。

- 番組は『ステーションEYE』の直後に放送。内容は青森県内のニュースが中心で、八戸本社（当時）のスタジオから県南の話題を伝えるコーナーもあった。直後の時間帯には、『お天気パレット』という5分間の天気予報が放送されていた。

- 週末には固有タイトルでの放送は無かったものの、テレビ朝日発『ANN 530ステーション』→『ステーションEYE ANN』の後半部分をローカルニュースに当てていた。

- 開始当初は15分番組だったが、1年半後の1993年春に10分拡大した。

- 1997年3月31日にテレビ朝日が『スーパーJチャンネル』を開始するのに合わせ、本番組もタイトルを変更・リニューアル。以後は『スーパーJチャンネルABA』と題して放送されている。

## 放送時間
いずれも日本標準時。
- 月曜 - 金曜 18:30 - 18:45（1991年10月1日 - 1993年3月26日） - この当時は、『お天気パレット』終了後の18:50 - 19:00がアニメ（『ガタピシ』 → 『おじゃまんが山田くん』（1回につき1パート分を放送））の放送に充てられていた。
- 月曜 - 金曜 18:30 - 18:55（1993年3月29日 - 1997年3月28日）

## 歴代キャスター

### 男性
- 大川原儀明 - 番組開始から終了まで通して出演。後番組『ANNスーパーJチャンネルABA』にも続投。
- 田村正浩
- 対馬孝之

### 女性
女性キャスターは代々、直後の時間帯に放送の『お天気パレット』も兼務していた。
- 松元美穂
- 塚原繁美
- 石井江奈 - 『ANNスーパーJチャンネルABA』にも続投。
- 三浦文恵 - 八戸スタジオからのコーナーを担当。